# Università di Lancaster

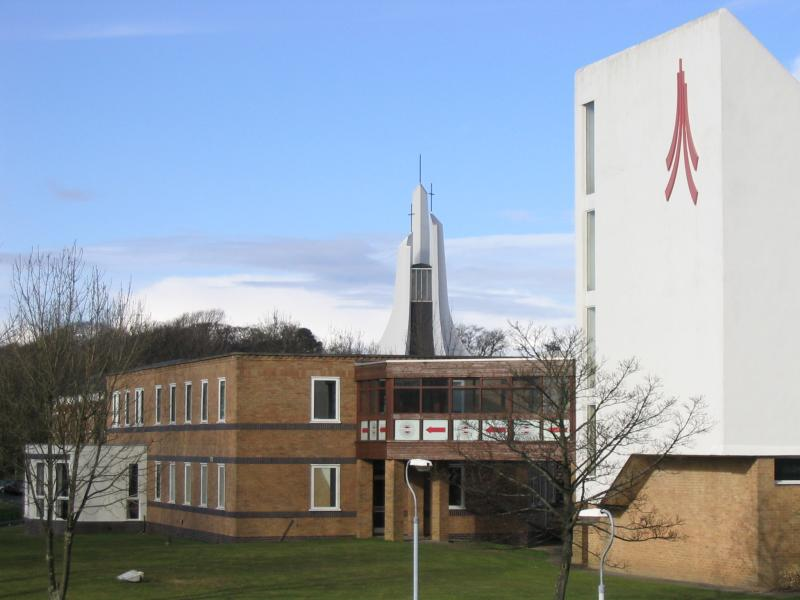
La cappella dell'Università con la guglia. È visibile a destra il logo.

L'Università di Lancaster (ingl. Lancaster University) è un'università nel Regno Unito. Secondo il Guardian, l'Università di Lancaster ha ottenuto il sesto posto per qualità fra le università britanniche. Fa parte del N8 Research Partnership, del 1994 Group, e di ACU, AACSB, AMBA, NWUA, EQUIS. 

## Storia
L'Università di Lancaster fu fondata nel 1964. Dopo la seconda guerra mondiale il governo britannico decise di fondare sette nuove università (tra le quali L'Università di Lancaster) per tenere il passo con la crescita della popolazione.
Nel 2020, Lancaster ha aperto il suo ultimo campus distaccato nella città di Lipsia sotto il marchio Lancaster University Leipzig, diventando la prima università pubblica nel Regno Unito con un campus in Germania.

## Facoltà
L'Università di Lancaster ha tre facoltà (Facoltà di Management, Facoltà di Scienza e Tecnologia, Facoltà delle Arti e Scienze Sociali).

## College
L'Università di Lancaster è, inoltre, una delle uniche sei università inglesi che gode di un sistema di college. Vi sono otto diversi college: Bowland, Cartmel, County, Furness, Fylde, Grizedale, Lonsdale e Pendle più un Graduate college dedicato agli studenti di Master e Dottorati. Ognuno di essi è fornito di un proprio simbolo, colore e motto, di un circolo di incontri, di una squadra per diversi tipi di sport e di un piccolo comitato elettivo di studenti che si occupa dell'organizzazione di numerose attività ludiche e collettive. 
Ogni college occupa una precisa zona all'interno del territorio dell'Università e la maggior parte di essi offre i propri edifici per ospitare le sedi di diverse facoltà. Solamente County e Cartmel College godono di una propria mensa, tuttavia è possibile che studenti di altri college usufruiscano di questo servizio come ospiti. 

## Centro sportivo
L'Università è fornita di un nuovissimo centro sportivo del valore di 20 milioni di sterline, aperto nel 2011. Esso offre una parete da arrampicata, piscina, palestra su due piani, sauna e bagno turco, un grande campo da gioco che garantisce lo spazio per otto campi da badminton e quattro per lo squash. 

## La competizione delle due rose

Le due rose, rossa per Lancaster e bianca per York

Ogni anno nel mese di maggio l'Università di Lancaster e l'Università di York sono protagoniste di una competizione sportiva della durata di alcuni giorni in memoria della celebre Guerra delle due rose  (1455-1485) che vide, appunto, la casata di Lancaster e quella di York combattere per il trono d'Inghilterra.
La competizione include numerosissimi sport tra cui il calcio, il rugby, il football americano, il cricket, il nuoto, la canoa e molti altri tra cui anche alcune discipline invernali; tuttavia, di anno in anno, il numero di discipline presenti cresce.